# Kaczułka
Kaczułka (bułg. Качулка) – wieś w Bułgarii, w obwodzie Kyrdżali, w gminie Krumowgrad. W 2024 roku liczyła 59 mieszkańców.